# ミクラ・ダヴィドヴィチ
ミクラ・ダヴィドヴィチ（ロシア語: Микула Давыдович）は、12世紀の、ポロツク公家（ポロツク・イジャスラフ家(ru)）出身のクニャージ（公）である。
12世紀末のロゴジュスク公フセスラフの父称（ミクリチ）より、ミクラという名が確認できる。E.ザゴルリスキー(ru)は1994年の著書において、ミクラをポロツク公ダヴィドの子とし、後（1998年）にミンスク公グレプの子か孫、あるいはグレプの子フセヴォロド(be)と同一人物（フセヴォロドの聖名がミクラ）である可能性をも示唆した。V.ノセヴィチ(ru)もまたミンスク公グレプの子と推測している。また、O.ラポフ(ru)はイジャスラヴリ公ヴォロドシャの子ではないかと論じている。
ミクラの子としては、上記のフセスラフとイジャスラフ（異説あり）が挙げられるが、ミクラの孫・子孫に関しては明らかではない。